# Jo Vandeurzen
Pour les articles homonymes, voir Vandeurzen.
 (juillet 2019).
Si vous disposez d'ouvrages ou d'articles de référence ou si vous connaissez des sites web de qualité traitant du thème abordé ici, merci de compléter l'article en donnant les références utiles à sa vérifiabilité et en les liant à la section « Notes et références ».
Johan Maria Gerardus, (dit Jo) Vandeurzen (Heusden (Région flamande), 2 juin 1958) est un homme politique belge néerlandophone du parti démocrate chrétien flamand CD&V (nl : Christen-Democratisch en Vlaams). 

## Biographie
Il est licencié en droit de la KU Leuven.
Depuis 1993, Jo Vandeurzen siège comme député fédéral à la Chambre des représentants. Lorsque Yves Leterme est devenu ministre-président du gouvernement flamand après les élections régionales de 2004, il prend alors sa place comme secrétaire politique, puis est élu président du CD&V.
Le 21 décembre 2007, il quitte la présidence du CD&V pour devenir ministre de la Justice au fédéral, durant le Gouvernement Verhofstadt III. Il est reconduit à ce poste le 20 mars 2008 dans le Gouvernement Leterme I, dont il est en plus vice-premier ministre. Il hérite également dans ce gouvernement de l'épineux dossier des réformes institutionnelles en coopération avec le francophone Didier Reynders.
Avant sa nomination au poste de Ministre de la Justice, le 21 décembre 2007, il est le président de son parti, le CD&V depuis 2004. Il est remplacé par Etienne Schouppe à ce poste.
Emporté par la démission collective du Gouvernement Leterme I, son second mandat se termine avant terme le 22 décembre 2008, lors de l'acceptation par le Roi des Belges Albert II de cette démission.
Il redevient ministre flamand dans le Gouvernement Peeters II en 2009.
Jo Vandeurzen est Officier de l'Ordre de Léopold.

## Mandats politiques[1]
- 07/01/1993 - 20/05/1995 : Député de l'arrondissement de Hasselt (Conseil flamand) ;
- 1995 - 2004 & 2012 - 2015 : Conseiller communal de la  Ville de Bruxelles
- 21/05/1995 - 17/05/2003 : Député de Hasselt-Tongres-Maaseik ;
- 21/05/1995 - 17/05/2003 (Hasselt-Tongeren-Maaseik), 18/05/2003 - 21/12/2007 & 30/12/2008 - 30/06/2009 : Député fédéral à la Chambre des représentants de Belgique (Limbourg) ;
- 21/12/2007 - 20/03/2008 : Ministre fédéral de la Justice ;
- 20/03/2008 - 22/12/2008 : Vice-premier ministre fédéral et ministre de la Justice et des Réformes institutionnelles ;
- 07/06/2009 - 13/07/2009 & 25/05/2014 - 25/07/2014 : Député au Parlement flamand (Limbourg) ;
- 11/07/2009 - 01/10/2019  : Ministre flamand du Bien-Être, de la Santé et de la Famille ;